# 埼玉県道322号東門前蓮田線

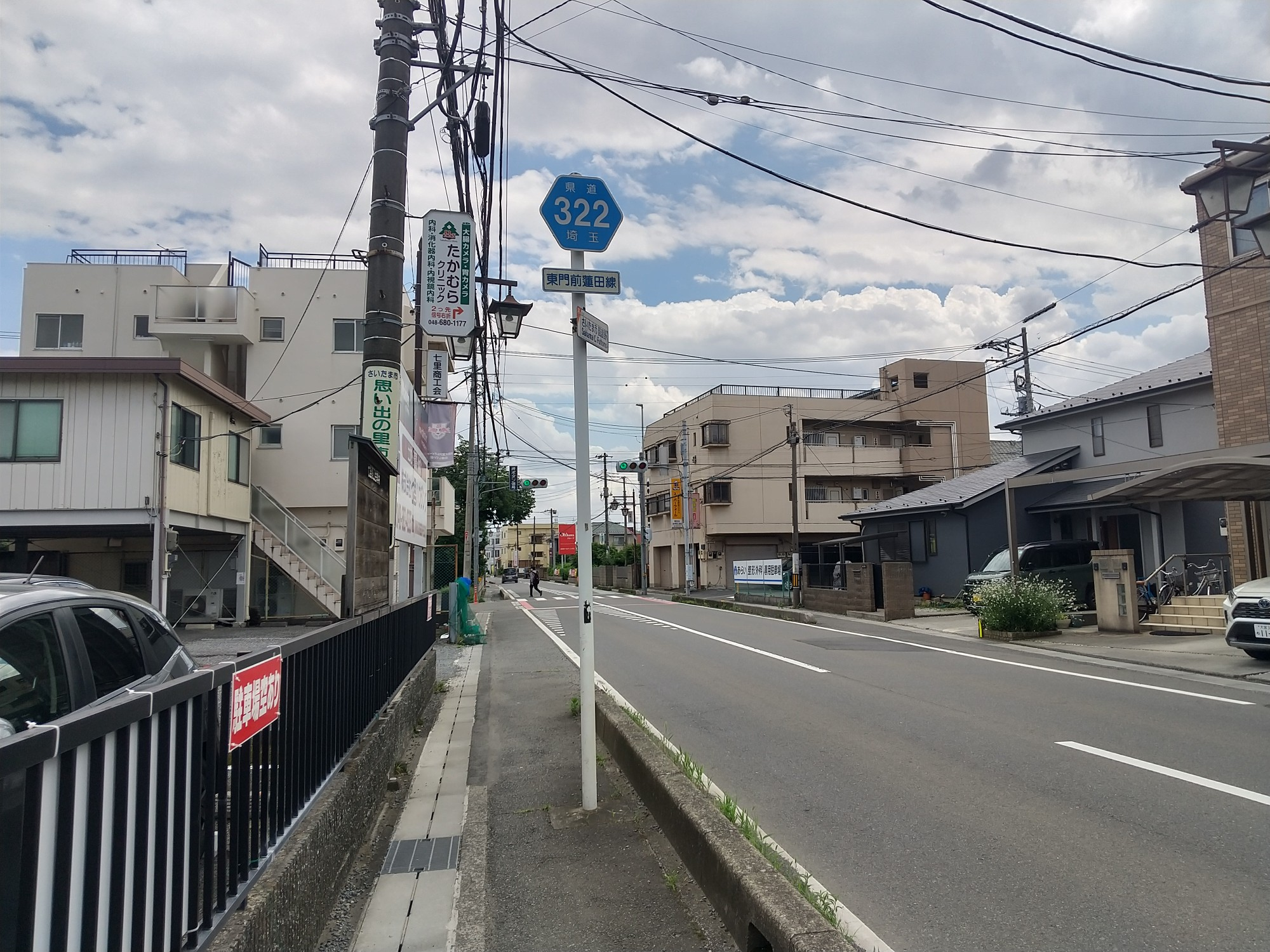
さいたま市見沼区風渡野付近

埼玉県道322号東門前蓮田線（さいたまけんどう322ごう ひがしもんぜんはすだせん）は、さいたま市と蓮田市を結ぶ一般県道である。

## 概要
さいたま市北東部（見沼区）から蓮田市南部をつなぐ道路である。途中、七里駅付近で東武野田線（東武アーバンパークライン）との踏切がある。沿線には住宅地が多い（特にさいたま市内）。
以前さいたま市見沼区内には狭隘区間が存在し、道の両脇を木々に囲まれた狭路でトラックなどのすれ違いには注意を要していたが、都市計画道路東大宮岩槻線との交差点から丸ヶ崎（南）交差点まで、新たに都市計画道路大間木丸ヶ崎線の一部となる真っ直ぐな道路を建設。このうち芝浦工業大学南側から丸ヶ崎（南）交差点までは2017年（平成29年）3月23日に開通した。
また、全線を通して交通量が多く、特に七里駅方面の丸ヶ崎交差点（国道16号交点）や東武野田線（東武アーバンパークライン）の踏切、右折帯のない七里駅入口交差点（埼玉県道2号さいたま春日部線交点）や東宮下交差点（埼玉県道65号さいたま幸手線交点）は渋滞しやすい場所である。蓮田方面の見沼区・岩槻区区界付近もしばしば渋滞する。かつて終点の蓮田市内には、途中旧来からの住宅地の生活道路が県道に指定されていたが、都市計画道路前口山ノ内線が2010年（平成22年）4月22日に開通したことに伴って、迂回路となる市道が指定され、経路が変更されている。

## 路線データ
- 起点：埼玉県さいたま市見沼区東門前（七里駅入口交差点：埼玉県道2号さいたま春日部線、埼玉県道105号さいたま鳩ヶ谷線交点）
- 終点：埼玉県蓮田市東（埼玉県道311号蓮田鴻巣線）

## 地理

### 通過する自治体
- 埼玉県
  - さいたま市見沼区
  - 蓮田市
  - さいたま市岩槻区（蓮田市馬込地区内にて市域をかすめるように通っている）

### 交差する道路
| 交差する道路                                 | 交差点名   | 所在地           | 所在地 |
| -------------------------------------------- | ---------- | ---------------- | ------ |
| 埼玉県道105号さいたま鳩ヶ谷線 浦和美園駅方面 |            |                  |        |
| 埼玉県道2号さいたま春日部線                  | 七里駅入口 | さいたま市見沼区 | 風渡野 |
| 国道16号（東大宮バイパス）                   | 丸ヶ崎     | さいたま市見沼区 | 丸ヶ崎 |
| 埼玉県道311号蓮田鴻巣線（旧国道122号）       |            | 蓮田市           | 東     |

### 沿道の主な施設
| 施設                                          | 所在地           | 所在地 |
| --------------------------------------------- | ---------------- | ------ |
| 東武野田線（東武アーバンパークライン） 七里駅 | さいたま市見沼区 | 風渡野 |
| さいたま市立春里中学校                        | さいたま市見沼区 | 小深作 |
| さいたま市立春岡小学校                        | さいたま市見沼区 | 春岡   |
| 芝浦工業大学大宮キャンパス                    | さいたま市見沼区 | 深作   |
| 蓮田市立蓮田南中学校                          | 蓮田市           | 馬込   |
| 蓮田駅前団地                                  | 蓮田市           | 東     |
| 蓮田駅                                        | 蓮田市           | 東     |

## ギャラリー

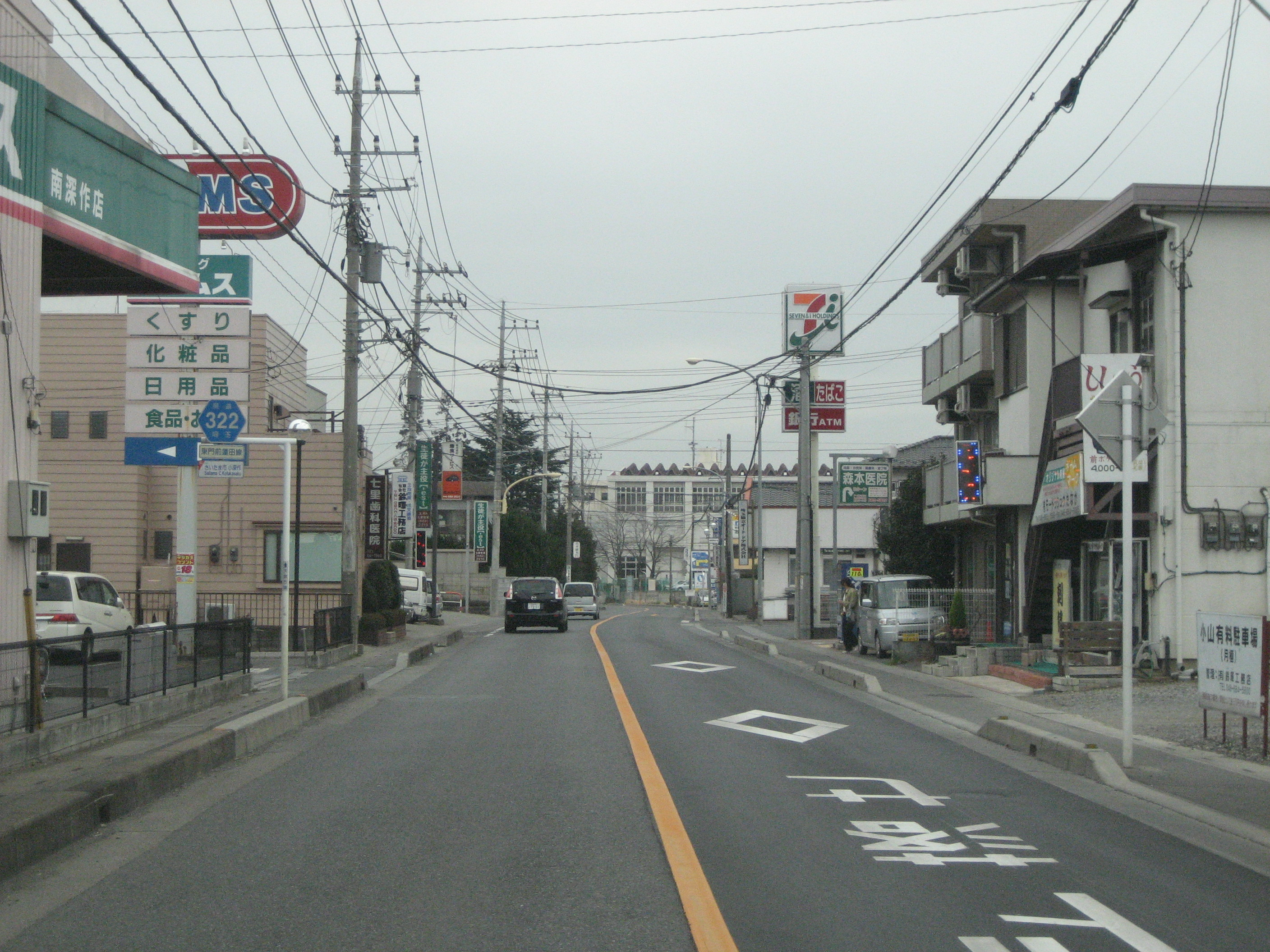
さいたま市見沼区小深作・春岡一丁目付近
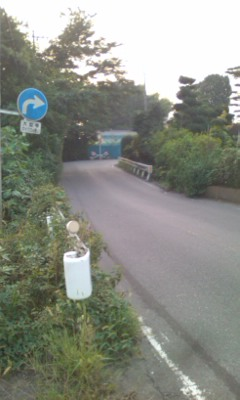
さいたま市見沼区丸ヶ崎付近の旧道
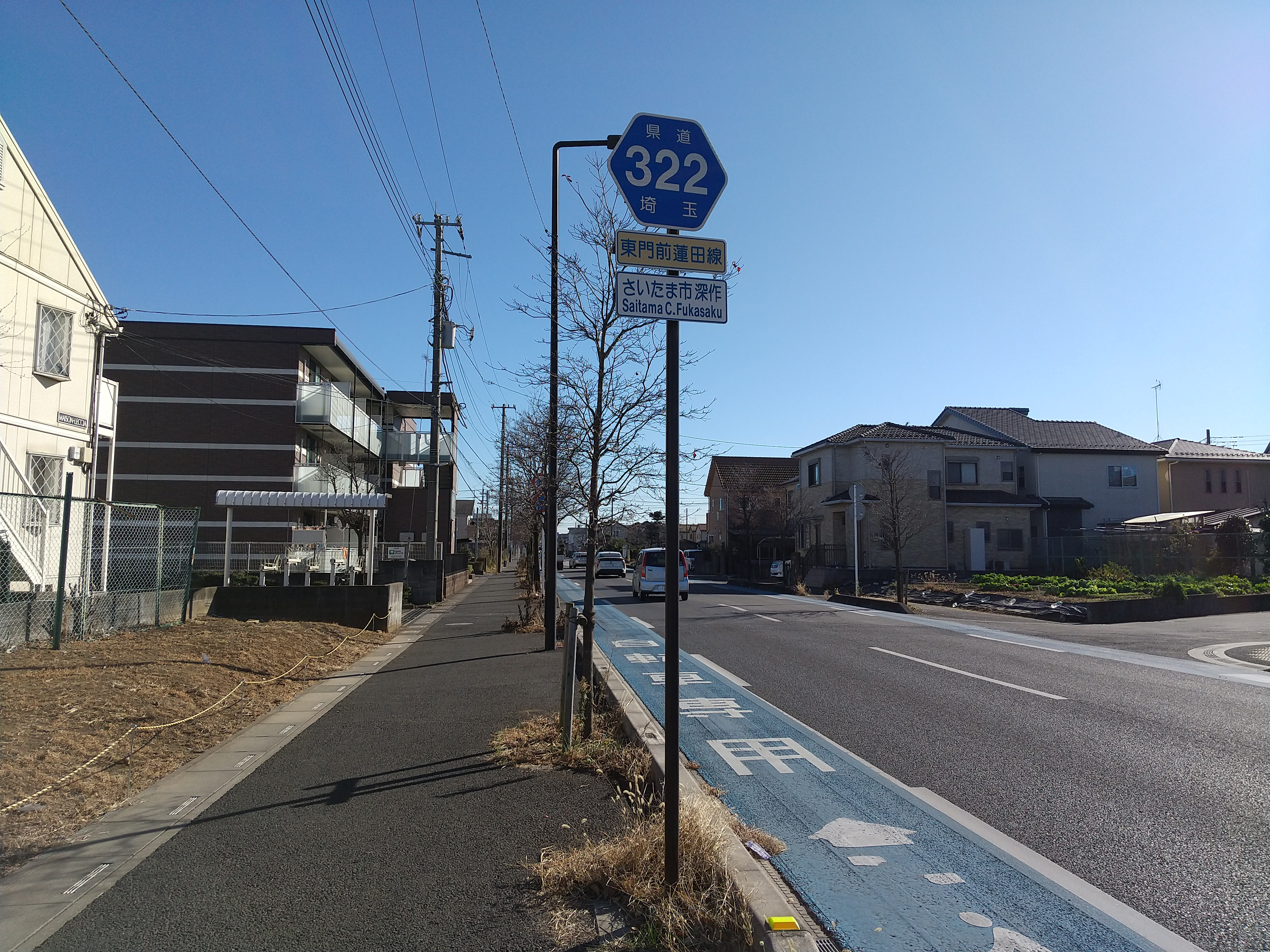
さいたま市見沼区深作付近
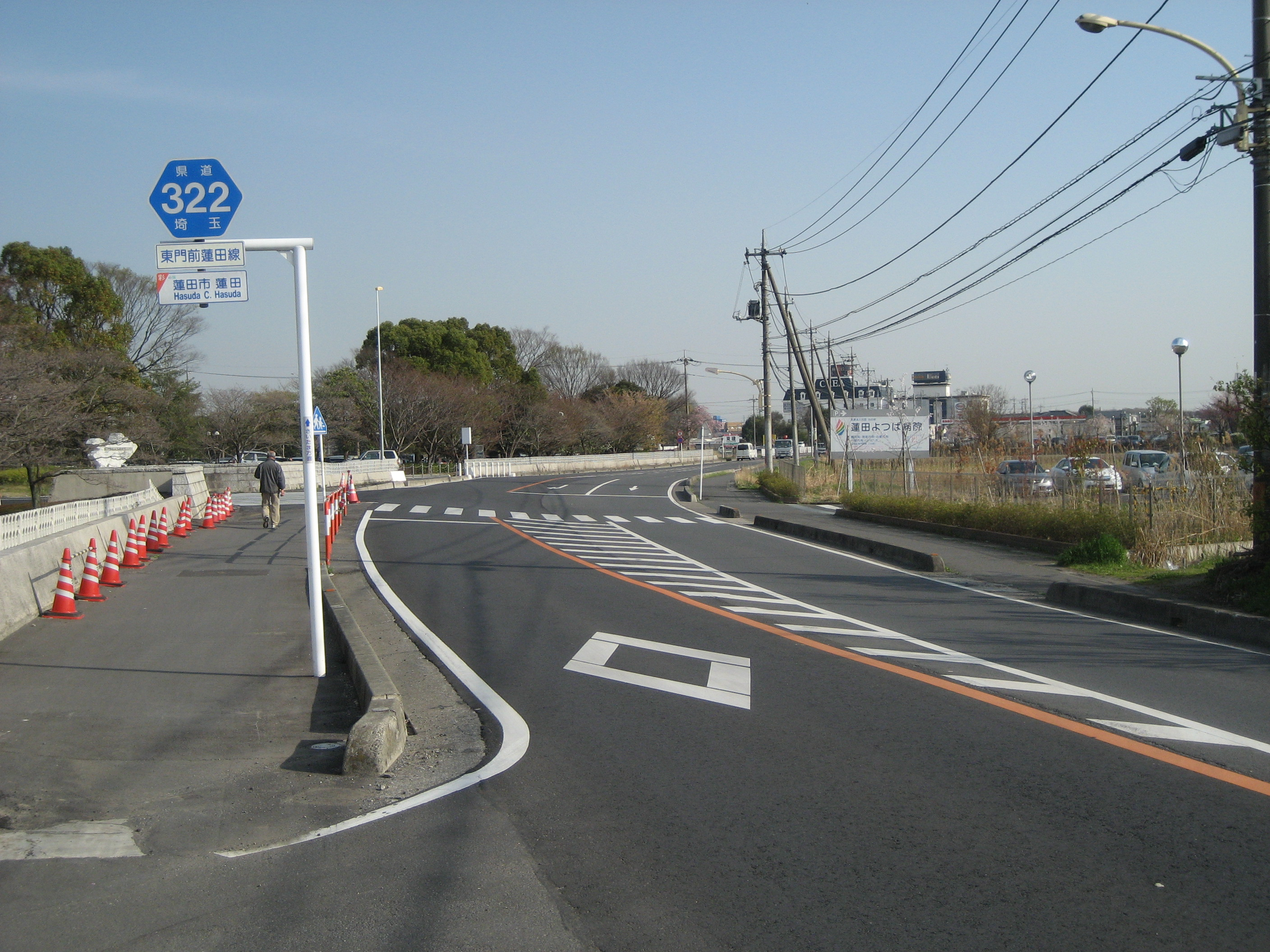
蓮田市蓮田付近